# Bataille de Biberach (1796)
Pour les articles homonymes, voir Bataille de Biberach.
Première Coalition - Campagne d'Allemagne de 1796
Batailles
La bataille de Biberach se déroule le 11 vendémiaire an V (2 octobre 1796) pendant la campagne d'Allemagne de 1796. L'armée du Rhin et Moselle du général Moreau y défait le corps de l'armée impériale du Saint-Empire dirigée par le feld-maréchal de Baillet-Latour.

## Contexte
La campagne d'Allemagne de 1796 oppose les armées du Rhin et Moselle de Moreau et de Sambre-et-Meuse de Jourdan aux forces impériales dirigées par l'archiduc Charles. Plusieurs fois défait par Moreau au début de l'été, ce dernier laisse face à l'armée du Rhin-et-Moselle le corps de Baillet-Latour, fort de 30 000 hommes et se retourne contre l'armée de Sambre-et-Meuse.
Moreau continue sa marche sur Munich et Vienne en repoussant Baillet-Latour lorsque le 16 septembre la nouvelle de la défaite de Jourdan lors de la bataille d'Amberg puis de la bataille de Wurtzbourg lui parvient. Comprenant que l'archiduc Charles va remonter la vallée du Rhin pour tomber sur ses arrières, Moreau décide le 19 septembre de retraiter à travers la Forêt-Noire. 
La mission de Baillet-Latour est alors de retarder le plus possible la retraite française par d'incessantes escarmouches pour permettre au corps principal des Impériaux de gagner le Rhin avant les Français. Pour mettre fin à ce harcèlement, Moreau décide de faire volte-face et attaque les Autrichiens avec toutes ses forces le 11 vendémiaire an V (2 octobre 1796) près de la ville de Biberach.

## Forces en présence
Autrichiens
- 23 Bataillons (16 960 hommes)
- 43 Escadrons (6 481 cavaliers)

Français
- 45 Bataillons (33 000 hommes)
- 52 Escadrons (2 800 cavaliers)

## Position des armées
Français
- Aile Droite (Ferino) entre Bad Waldsee et Bad Wurzach
- Centre (Gouvion-Saint-Cyr) entre Bad Schussenried et Bad Buchau
- Aile Gauche (Desaix) entre Alleshausen et Uttenweiler.

Autrichiens
- Aile Droite (Kospoth (en)) bois de Oggelshausen et Seekirch
- Centre (M Baillet de Latour) en avant de Steinhausen
- Aile Gauche (Mercandin (en)) entre Holzreute (de)  et Hoerschetsweiler.
- Réserve (L Baillet de Latour) près de Groth.

## Cours de la bataille
À midi, Desaix pénètre sur 2 colonnes dans les bois au-delà de Seekirch et d'Ahlen, met en déroute les détachements autrichiens, et les fait poursuivre par son avant-garde au-delà de Gufharzhofen et Burren vers Galgenberg.
Le général Kospoth (de), près de Schafflangen, craignant pour son flanc droit, se retire également vers Galgenberg, où l'aile droite des autrichiens prend position. Toute l'aile gauche des Français (Desaix) se déploie juste en face entre Birkenhard et Schafflangen.
Pendant ces entrefaites, trois colonnes sous les ordres de St.Cyr se mettent en mouvement de l'autre côté du lac, sur les 3 routes d'Oggeltshaussen, Steinhausen et Schussenried. La colonne du centre se trouve arrêtée par une batterie autrichienne située près de Steinhausen. La colonne de droite, marche, au-delà de Schussenried, mais est finalement repoussée derrière Schussenried par les troupes du général Mercandin.
Le prince de Condé et Mercandin, cèdant aux attaques réitérées des troupes françaies, se retirent à Ingoldinger et Wintersetten. St.Cyr, au lieu de poursuivre les autrichiens dans leur retraite, se déploie entre Muttenschweiler et Wattenweiller, ce qui donne à Baillet-Latour le temps de retirer ses réserves de Groth à Ummendorf derrière la Riss et le Fischbach.
Informé des revers de son aile droite, Baillet-Latour voit la nécessité d'une retraite général.

## Conséquences
Les Impériaux sont sévèrement battus et laissent sur le terrain 300 morts et blessés, 4 000 prisonniers, 18 canons et 2 drapeaux. Baillet-Latour se contente dorénavant de suivre de loin la retraite française sans rien tenter pour l'entraver. Les combats reprennent le 19 octobre à Emmendingen lorsque l'archiduc Charles rattrape l'armée française.